# انرژی خورشیدی
انرژی خورشیدی (به انگلیسی: Solar energy) نور و گرمای تابشی خورشید است که با استفاده از طیف وسیعی از فناوری‌های در حال تکامل مانند گرمایش خورشیدی، فتوولتائیک، انرژی حرارتی خورشیدی، معماری خورشیدی، نیروگاه‌های نمک مذاب و فتوسنتز مصنوعی مهار می‌شود.
انرژی خورشیدی یک منبع اساسی از انرژی تجدیدپذیر است و بسته به نحوه جذب و توزیع انرژی خورشیدی یا تبدیل آن به برق خورشیدی، فناوری‌های آن به دو دسته خورشیدی غیرفعال و خورشیدی فعال تقسیم می‌شوند. تکنیک‌های خورشیدی فعال شامل استفاده از سیستم‌های فتوولتائیک، انرژی خورشیدی متمرکز و گرمایش آب خورشیدی برای مهار انرژی است. تکنیک‌های غیرفعال خورشیدی شامل جهت‌دهی ساختمان به سمت خورشید، انتخاب موادی با جرم حرارتی مطلوب یا دارای خصوصیات پراکندگی نور و طراحی فضاهایی است که به‌طور طبیعی هوا را به گردش درمی‌آورند.
مقدار زیاد انرژی خورشیدی موجود، آن را به یک منبع الکتریسیته بسیار جذاب تبدیل کرده‌است. برنامه توسعه سازمان ملل متحد در ارزیابی جهانی انرژی سال ۲۰۰۰ خود دریافت که پتانسیل سالانه انرژی خورشیدی ۱٬۵۷۵ تا ۴۹٬۸۳۷ اگزاژول (EJ) است. این مقدار چندین برابر کل مصرف انرژی جهان است که در سال ۲۰۱۲ برابر ۵۵۹٫۸ اگزاژول بود.
در سال ۲۰۱۱، آژانس بین‌المللی انرژی بیان کرد: «توسعه فناوری‌های انرژی خورشیدی مقرون به صرفه، پایان‌ناپذیر و تمیز دارای مزایای طولانی مدت خواهد بود. این امر از طریق اعتماد به یک منبع بومی، پایان‌ناپذیر و عمدتاً مستقل از واردات، امنیت انرژی کشورها را افزایش داده، باعث افزایش پایداری، کاهش آلودگی، کاهش هزینه‌های مربوط به جلوگیری از گرمایش زمین و پایین نگه داشتن قیمت سوخت‌های فسیلی می‌شود. این مزایا جهانی هستند. از این رو هزینه‌های اضافی مشوق‌های استقرار زودهنگام باید برای یادگیری سرمایه‌گذاری‌ها در نظر گرفته شود؛ آنها باید هوشمندانه هزینه شوند و باید به‌طور گسترده به اشتراک گذاشته شوند».

## تاریخچه

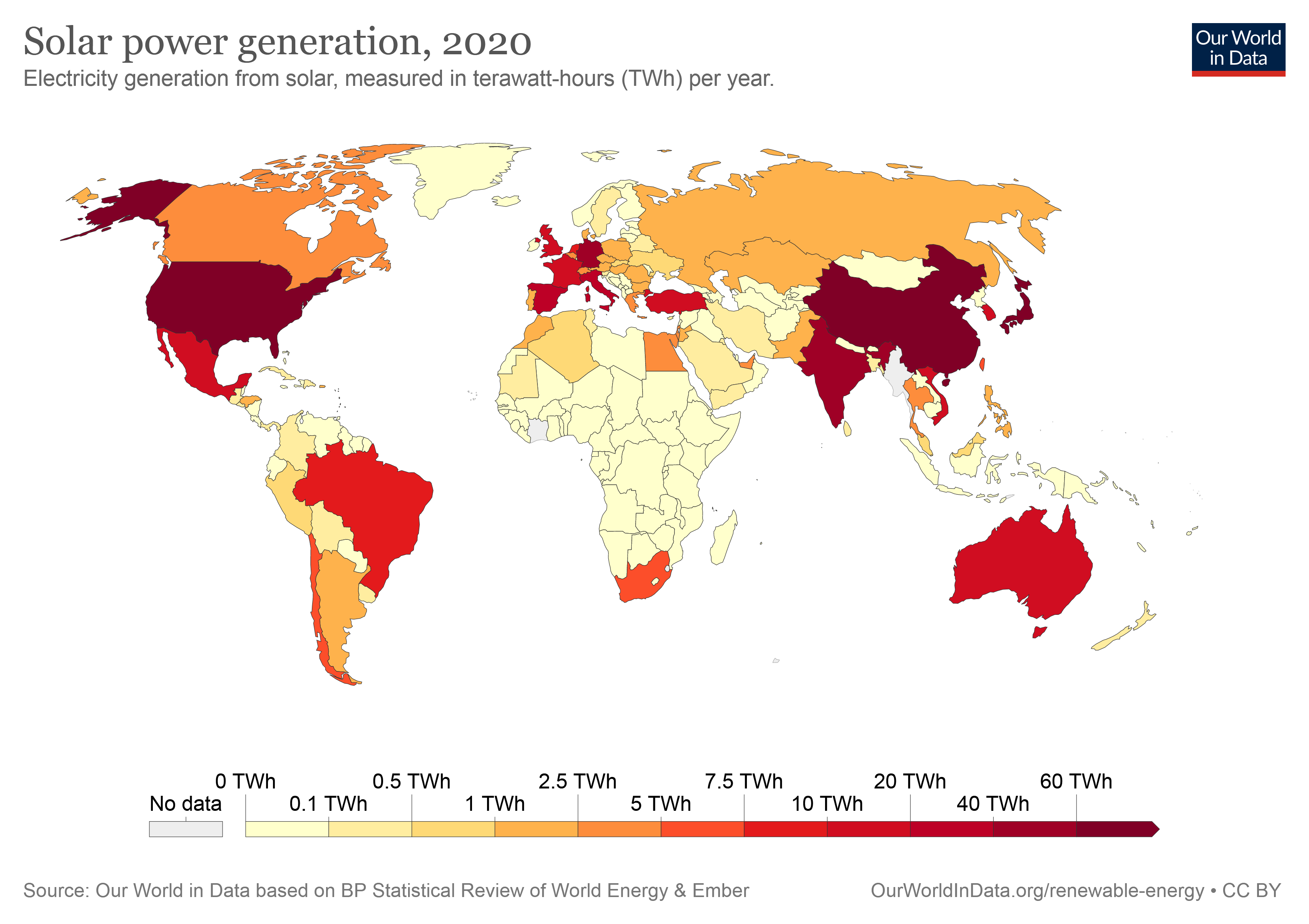
نقشه جهانی تولید برق از انرژی خورشیدی بر حسب تراوات-ساعت در سال ۲۰۲۰.

شناخت انرژی خورشیدی و استفاده از آن برای منظورهای مختلف به زمان پیشاتاریخ بازمی‌گردد. شاید به دوران سفالگری، در آن هنگام روحانیون معابد به کمک جام‌های بزرگ طلائی صیقل داده شده و پرتو خورشید، آتشدان‌های محراب‌ها را روشن می‌کردند. یکی از فراعنه مصر باستان معبدی ساخته بود که با طلوع خورشید در آن باز و با غروب خورشید در بسته می‌شد.
ولی مهم‌ترین روایت تاریخی که دربارهٔ استفاده از انرژی خورشیدی بیان شده داستان ارشمیدس دانشمند و مخترع بزرگ یونان باستان است که ناوگان روم را با استفاده از انرژی حرارتی خورشید به آتش کشید. گفته می‌شود که ارشمیدس با نصب تعداد زیادی آئینه‌های کوچک مربعی شکل در کنار یکدیگر که روی یک پایه متحرک قرار داشته، پرتو خورشید را از راه دور روی کشتی‌های رومیان متمرکز ساخته و به این ترتیب آن‌ها را به آتش کشیده‌است. در تاریخ ایران باستان نیز معماری سنتی ایرانیان باستان نشان دهنده توجه خاص آنان در استفاده صحیح و مؤثر از انرژی خورشید در زمان‌های قدیم بوده‌است.
با وجود آن که انرژی خورشید و مزایای آن در قرون گذشته به خوبی شناخته شده بود ولی بالا بودن هزینه اولیه چنین سیستم‌هایی از یک طرف و عرضه نفت خام و گاز طبیعی ارزان از طرف دیگر سد راه پیشرفت این سیستم‌ها شده بود. با افزایش قیمت نفت در سال ۱۹۷۳ کشورهای صنعتی مجبور شدند به مسئلهٔ تولید انرژی از راه‌های دیگری جز استفاده از سوخت‌های فسیلی فکر کنند.

## پتانسیل
زمین ۱۷۴ پتاوات (PW) تابش خورشیدی ورودی (خورشید دهی (به انگلیسی: insolation) را در قسمت فوقانی جو دریافت می‌کند. تقریباً ۳۰٪ از این انرژی دوباره به فضا بازتابیده می‌شود در حالی که بقیه توسط ابرها، اقیانوس‌ها و توده‌های خاک جذب می‌شوند. طیف نور خورشید در سطح زمین بیشتر در محدوده مرئی و نزدیک-فروسرخ پخش می‌شود و قسمت کوچکی در نزدیک-فرا بنفش قرار دارد. اکثر جمعیت جهان در مناطقی با میزان خورشید دهی ۱۵۰–۳۰۰ وات بر مترمربع یا ۳٫۵–۷٫۰ کیلووات ساعت بر مترمربع در روز زندگی می‌کنند.
تابش خورشید توسط سطح زمین، اقیانوس‌ها - که حدود ۷۱٪ کره زمین را پوشش می‌دهد - و جو جذب می‌شود. هوای گرم حاوی آب تبخیر شده از اقیانوس‌ها بالا رفته و باعث گردش جوی یا همرفت می‌شود. هنگامی که هوا به ارتفاع زیادی می‌رسد، جایی که دما کم است، بخار آب تبدیل به ابرهایی متراکم می‌شود، که بر روی سطح زمین به شکل باران فرود می‌آید و چرخه آب را کامل می‌کند. گرمای نهانِ چگالش آب با افزایش همرفت، پدیده‌های جوی مانند باد، سایکلون‌ها و آنتی سایکلون‌ها را تولید می‌کند. نور خورشید جذب شده توسط اقیانوس‌ها و خشکی‌ها، دمای سطح را در دمای متوسط ۱۴ درجه سلسیوس نگه می‌دارد. گیاهان سبز با استفاده از فتوسنتز، انرژی خورشیدی را به انرژی ذخیره شده شیمیایی تبدیل می‌کنند که باعث تولید غذا، چوب و زیست توده‌ای می‌شود که از آن سوخت‌های فسیلی حاصل می‌شود.
کل انرژی خورشیدی جذب شده توسط جو زمین، اقیانوس‌ها و توده‌های زمین تقریباً ۳٬۸۵۰٬۰۰۰ اگزاژول (EJ) در سال است. در سال ۲۰۰۲، یک ساعت از این انرژی بیش از کل انرژی مورد نیاز در کل سال بوده‌است. فتوسنتز سالانه ۳۰۰۰ اگزاژول از این انرژی را به شکل زیست‌توده ذخیره می‌کند. میزان انرژی خورشیدی رسیده به سطح کره زمین به قدری زیاد است که در یک سال تقریباً دو برابر بیشتر از مجموع تمام انرژی قابل استحصال از تمام منابع تجدیدناپذیر موجود بر روی کره زمین شامل زغال‌سنگ، نفت، گاز طبیعی و اورانیوم استخراج شده‌است.
میزان انرژی خورشیدی که می‌تواند توسط انسان استفاده شود با میزان انرژی خورشیدی موجود در نزدیکی سطح کره زمین متفاوت است، زیرا عواملی مانند موقعیت جغرافیایی، زمان از روز، پوشش ابر و سرزمین موجود برای انسان، میزان انرژی خورشیدی قابل استحصال را محدود می‌کند.
جغرافیا بر پتانسیل انرژی خورشیدی تأثیر می‌گذارد زیرا مناطقی که به خط استوا نزدیکتر هستند مقدار بیشتری تابش خورشید دارند. با این حال، استفاده از سیستم‌های فتوولتائیک که می‌توانند موقعیت خورشید را دنبال کنند، می‌تواند به‌طور قابل توجهی پتانسیل انرژی خورشید را در مناطقی که از استوا فاصله دارند، افزایش دهد.
تغییر زمان بر پتانسیل انرژی خورشیدی تأثیر می‌گذارد زیرا در طول شب، تابش خورشیدِ کمی برای جذب صفحات خورشیدی در سطح زمین وجود دارد. این امر میزان انرژی را که صفحات خورشیدی می‌توانند در طول یک شبانه‌روز جذب کنند محدود می‌کند. پوشش ابر می‌تواند بر پتانسیل صفحات خورشیدی تأثیر بگذارد زیرا ابرها نور ورودی خورشید را مسدود کرده و نور موجود برای سلول‌های خورشیدی را کاهش می‌دهند.
علاوه بر این، در دسترس بودن زمین تأثیر زیادی در انرژی خورشیدی موجود دارد زیرا صفحات خورشیدی فقط در زمینی قابل استفاده است که استفاده نشده و برای صفحات خورشیدی مناسب باشد. بام‌ها مکان مناسبی برای سلول‌های خورشیدی هستند، و بسیاری از افراد فهمیده‌اند که می‌توانند از این طریق مستقیماً در خانه‌های خود انرژی جمع کنند. مناطق دیگری که برای سلول‌های خورشیدی مناسب هستند، زمین‌هایی هستند که برای سایر کسب‌وکارها استفاده نمی‌شوند.
فناوری‌های خورشیدی بسته به نوع جذب، تبدیل و توزیع نور، به خورشیدی منفعل یا خورشیدی فعال تقسیم می‌شوند. اگرچه انرژی خورشیدی در درجه اول به استفاده از تابش خورشید برای اهداف عملی اشاره دارد، اما تمام انرژی‌های تجدیدپذیر، به غیر از انرژی زمین‌گرمایی و برق جزر و مدی، انرژی خود را مستقیم یا غیرمستقیم از خورشید می‌گیرند.
در تکنیک‌های خورشیدی فعال از فتوولتائیک، انرژی خورشیدی متمرکز، کلکتورهای حرارتی خورشیدی، پمپ‌ها و فن‌ها برای تبدیل نور خورشید به خروجی‌های مفید استفاده می‌شود. روش‌های خورشیدی غیرفعال شامل انتخاب موادی با ویژگی‌های گرمایی مطلوب، طراحی فضاهایی که به‌طور طبیعی هوا را به گردش درمی‌آورند و موقعیت‌دهی ساختمان به سمت خورشید می‌باشد. فناوری‌های خورشیدی فعال، تأمین انرژی را افزایش می‌دهند و از فناوری‌های جانبی تأمین به حساب می‌آیند، در حالی که فناوری‌های غیرفعال خورشیدی، نیاز به منابع جایگزین را کاهش می‌دهند و به‌طور کلی فناوری‌های سمت تقاضا محسوب می‌شوند.

## انرژی حرارتی خورشیدی

### آبگرمکن‌های خورشیدی و حمام خورشیدی

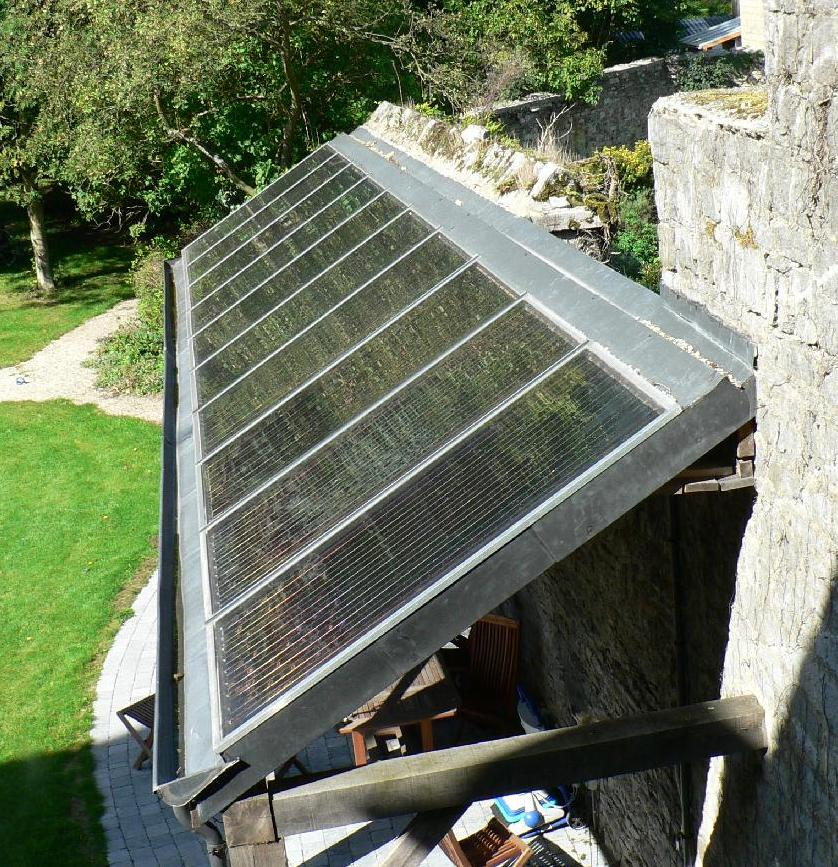
آبگرمکرن‌های خورشیدی رو به خورشید برای بیشینه کردن میزان دریافت انرژی حرارتی.

سیستم‌های آب گرم خورشیدی، از نور خورشید برای گرم کردن آب استفاده می‌کنند. در عرض‌های جغرافیایی میانی (بین ۴۰ درجه شمالی و ۴۰ درجه جنوبی)، ۶۰ تا ۷۰٪ استفاده از آب‌گرم خانگی، با دمای آب تا ۶۰ درجه سلسیوس (۱۴۰ درجه فارنهایت) را می‌توان توسط سیستم‌های گرمایش خورشیدی تأمین کرد. متداول‌ترین انواع آبگرمکن‌های خورشیدی کلکتورهای لوله خلاء (۴۴٪) و کلکتورهای صفحه‌تخت براق (۳۴٪) هستند که معمولاً برای آب‌گرم خانگی استفاده می‌شوند، و از کلکتورهای پلاستیکی غیربراق (۲۱٪) نیز عمدتاً برای گرم کردن استخرها استفاده می‌شود.
در سال ۲۰۰۷، کل ظرفیت نصب شده سیستم‌های آب گرم خورشیدی در جهان تقریباً ۱۵۴ گیگاوات حرارتی بود. چین با نصب ۷۰ گیگاوات حرارتی تا سال ۲۰۰۶ و هدف بلند مدت ۲۱۰ گیگاوات حرارتی تا سال ۲۰۲۰، پیشرو جهانی در استقرار آبگرمکن‌های خورشیدی است. بر اساس سرانه اسرائیل و قبرس پیشروهای استفاده از سیستم‌های آب گرم خورشیدی در جهان هستند که بیش از ۹۰٪ خانه‌ها از آنها استفاده می‌کنند. در آمریکا، کانادا و استرالیا، گرمایش استخرها، کاربرد اصلی سیستم‌های آب‌گرم خورشیدی بوده و ظرفیت نصب شده آنها در سال ۲۰۰۵ معادل ۱۸ گیگاوات حرارتی است.

### گرمایش و سرمایش ساختمان و تهویه مطبوع خورشیدی

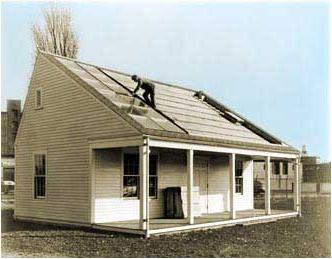
خانه شماره یک دانشگاه ام‌آی‌تی که در سال ۱۹۳۹ در آمریکا ساخته شد، از ذخیره‌سازی فصلی انرژی حرارتی برای گرمایش در تمام طول سال استفاده می‌کرد.

اولین خانه خورشیدی در سال ۱۹۳۹ساخته شد که در آن از مخزن گرمای فصلی برای به‌کارگیری گرمای آن در طول سال استفاده شده‌است.
گرمایش و سرمایش ساختمان‌ها با استفاده از انرژی خورشید، ایده تازه‌ای بود که در دهه ۱۹۳۰ مطرح شد و در کمتر از یک دهه به پیشرفتهای قابل توجهی رسید.
در ایالات متحده، سیستم‌های گرمایش و تهویه مطبوع (HVAC) عامل ۳۰٪ انرژی مورد استفاده (۴٫۶۵ اگزاژول بر سال) در ساختمان‌های تجاری و تقریباً ۵۰٪ انرژی مورد استفاده (۱۰٫۱ اگزاژول بر سال) در ساختمان‌های مسکونی هستند. با استفاده از فناوری‌های گرمایش، سرمایش و تهویه هوای خورشیدی می‌توان مقداری از این انرژی مورد نیاز را تأمین کرد.
جرم حرارتی هر ماده‌ای است که می‌توان از آن برای ذخیره حرارت استفاده کرد و در مورد انرژی خورشیدی منظور ذخیره گرمای خورشیدی است. مواد معمول مورد استفاده به عنوان جرم حرارتی عبارتند از سنگ، سیمان و آب. در طول تاریخ از آنها در آب و هوای خشک یا مناطق معتدل گرم برای خنک نگه داشتن ساختمان‌ها با جذب انرژی خورشید در طول روز و تابش گرمای ذخیره شده به فضای خنک‌تر در شب استفاده می‌شده‌است. با این حال، می‌توان از آنها در مناطق سردسیر برای حفظ گرما نیز استفاده کرد. اندازه و محل قرارگیری توده حرارتی به عوامل مختلفی مانند آب و هوا، نور روز و شرایط سایه بستگی دارد. اگر جرم حرارتی مناسب باشد، دمای فضا را در یک محدوده راحت حفظ می‌کند و نیاز به تجهیزات گرمایش و خنک‌کننده کمکی را کاهش می‌دهد.
دودکش خورشیدی یک سیستم تهویه خورشیدی غیرفعال است که با استفاده از یک شافت عمودی فضای داخلی و خارجی ساختمان را به یکدیگر متصل می‌کند. با گرم شدن دودکش، هوای داخل آن گرم شده و باعث ایجاد یک جریان هوای عمودی در داخل آن می‌شود و هوای ساختمان را به داخل خود می‌کشد. با استفاده از مواد براق و جرم‌های حرارتی می‌توان عملکرد آن را بهبود بخشید به شکلی که حالتی شبیه به گلخانه‌ها ایجاد شود.
درختان و گیاهان برگریز به عنوان وسیله‌ای برای کنترل گرمایش خورشیدی و خنک‌سازی ترویج شده‌اند. هنگامی که در ضلع جنوبی ساختمان در نیمکره شمالی یا ضلع شمالی در نیمکره جنوبی کاشته می‌شوند، برگ آنها در تابستان سایه ایجاد می‌کند، در حالی که تنه برهنه آنها در زمستان باعث عبور نور خورشید می‌شود. از آنجا که درختان برهنه و بدون برگ یک‌سوم تا یک‌دوم تابش خورشیدی را تحت‌الشعاع قرار می‌دهند، تعادلی بین مزایای سایه این درختان در تابستان و اتلاف حرارتی ایجاد شده در زمستان وجود دارد.

### یخچال خورشیدی
یخچال خورشیدی، یخچالی است که با انرژی مستقیمی که توسط خورشید تأمین می‌شود کار می‌کند و ممکن است شامل انرژی حرارتی خورشیدی یا فتوولتاییک باشد.

### آب شیرین کن خورشیدی

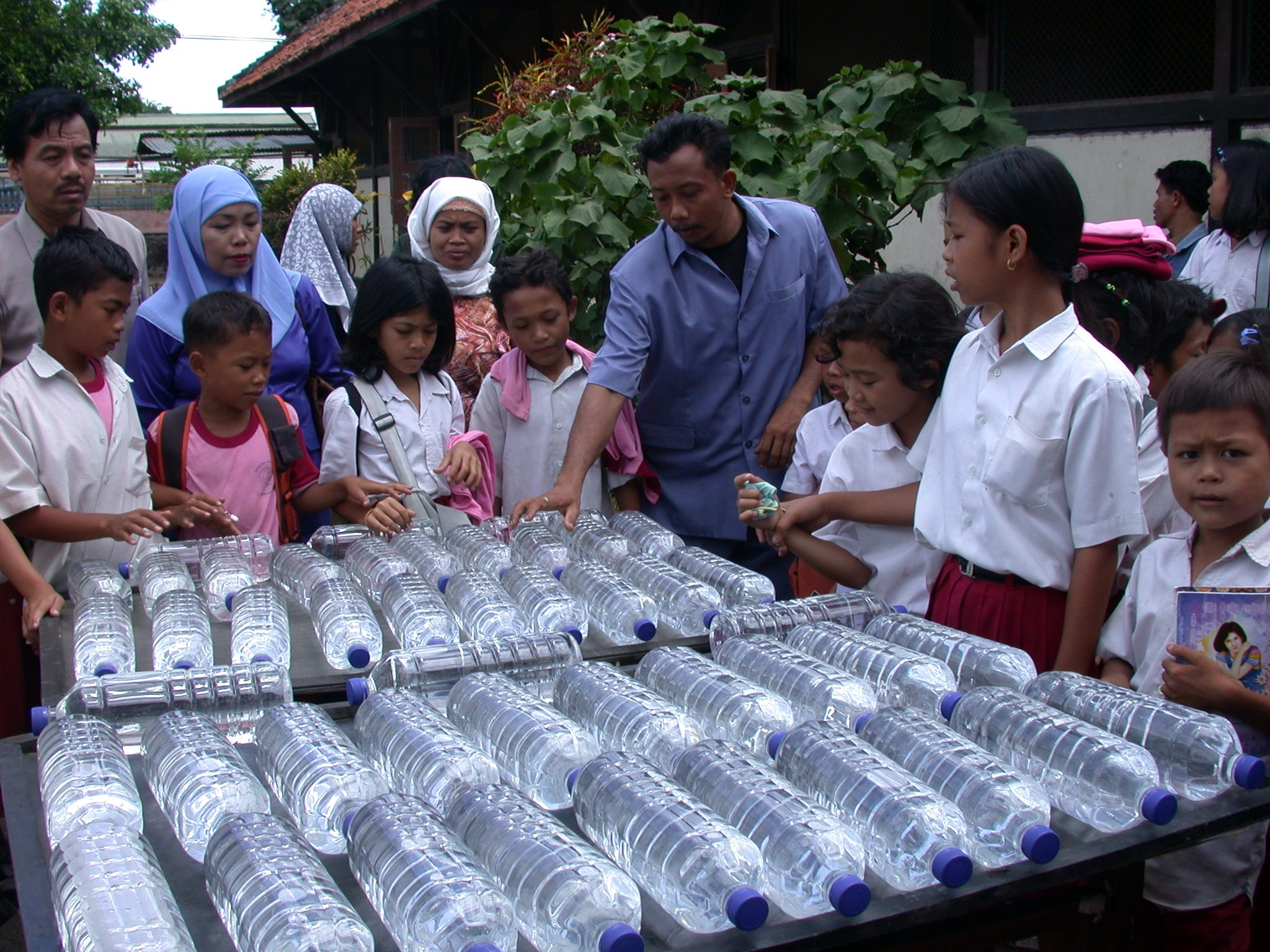
ضدعفونی‌سازی خورشیدی آب در اندونزی.

هنگامی که حرارت دریافت شده از خورشید با دمای کم‌روی آب شور اثر کند تنها آب تبخیر شده و املاح باقی می‌ماند. سپس با استفاده از روش‌های مختلف می‌توان آب تبخیر شده را تنظیم کرده و به این ترتیب آب شیرین تهیه کرد. با این روش می‌توان آب بهداشتی مورد نیاز در نقاطی که دسترسی به آب شیرین ندارند مانند جزایر را تأمین کرد.
آب‌شیرین‌کن خورشیدی در دو اندازه خانگی و صنعتی ساخته می‌شوند. در نوع صنعتی با حجم بالا می‌توان برای استفاده شهرها آب شیرین تولید کرد.

### خشک کن خورشیدی
خشک کردن مواد غذایی برای نگهداری آن‌ها از زمان‌های بسیار قدیم مرسوم بوده و انسان‌های نخستین خشک کردن را یک هنر می‌دانستند.
خشک کردن عبارت است از گرفتن قسمتی از آب موجود در مواد غذایی و سایر محصولات که باعث افزایش عمر انباری محصول و جلوگیری از رشد باکتری‌ها است. در خشک کن‌های خورشیدی به‌طور مستقیم یا غیر مستقیم از انرژی خورشیدی جهت خشک نمودن مواد استفاده می‌شود و هوا نیز به صورت طبیعی یا اجباری جریان یافته و باعث تسریع عمل خشک شدن محصول می‌گردد. خشک‌کن‌های خورشیدی در اندازه‌ها و طرح‌های مختلف و برای محصولات و مصارف گوناگون طراحی و ساخته می‌شوند.

### اجاق‌های خورشیدی

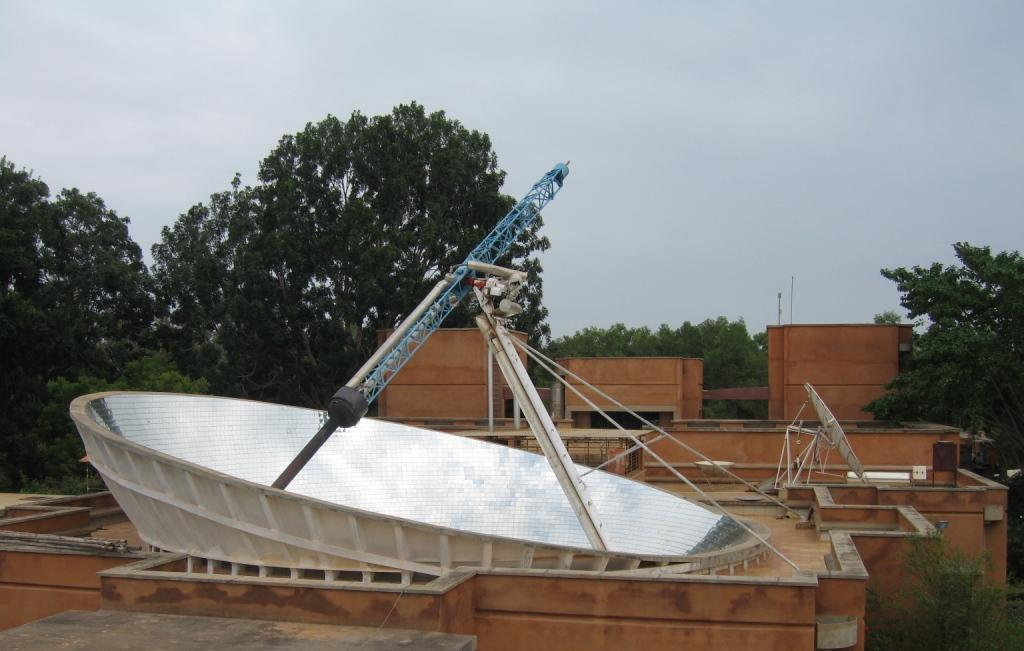
کاسه‌خورشیدی که بر روی یک آشپزخانه خورشیدی ساخته شده‌است. این کاسه با متمرکز کردن حرارت خورشید، بخار تولید کرده و از این بخار برای آشپزی استفاده می‌شود.

اصول کار اجاق خورشیدی جمع‌آوری پرتوهای مستقیم خورشید در یک نقطه کانونی و افزایش دما در آن نقطه است. امروزه طرح‌های متنوعی از این سیستم‌ها وجود دارد که این طرح‌ها در مکان‌های مختلفی از جمله آفریقای جنوبی آزمایش شده و به نتایج خوبی نیز رسیده‌اند. استفاده از این اجاق‌ها به ویژه در مناطق شرقی ایران که با مشکل کمبود سوخت مواجه می‌باشند بسیار مفید خواهد بود.
از اجاق‌های خورشیدی برای پخت‌وپز، خشک کردن و پاستوریزاسیون استفاده می‌کنند. آنها را می‌توان در سه دسته گسترده قرار داد: اجاق‌های جعبه‌ای، اجاق‌های تابلویی و اجاق‌های منعکس کننده. ساده‌ترین اجاق خورشیدی، اجاق جعبه‌ای است که اولین بار توسط هوراس دو سوسور در سال ۱۷۶۷ ساخته شد. یک اجاق گاز جعبه‌ای ساده از یک ظرف عایق‌بندی شده با درپوش شفاف تشکیل شده‌است. این اجاق‌ها را می‌توان در آسمان نیمه‌ابری نیز استفاده کرد و دمای آن به راحتی به ۹۰ تا ۱۵۰ درجه سلسیوس می‌رسد. اجاق‌های صفحه‌ای یا تابلویی از یک صفحه بازتابنده برای هدایت نور خورشید به یک ظرف عایق‌بندی شده استفاده می‌کنند و دمای آنها قابل مقایسه با اجاق‌های جعبه‌ای است. اجاق‌های بازتابنده از هندسه‌های متمرکزکننده مختلف (کاسه‌ای شکل، آبشخوری شکل، آینه‌های فِرِنل) برای متمرکز کردن نور بر روی ظرف پخت استفاده می‌کنند. این اجاق‌ها به دمای ۳۱۵ درجه سلسیوس و بالاتر نیز می‌رسند اما برای عملکرد صحیح، به نور مستقیم خورشید نیاز دارند و برای قرار گرفتن در برابر نور مستقیم خورشید باید موقعیت آنها را تنظیم کرد.

### کوره خورشیدی
در سده هجدهم میلادی، نوتورا اولین کوره خورشیدی را در فرانسه ساخت و به وسیلهٔ آن یک پل چوبی را در فاصله ۶۰ متری آتش زد.
بسمر پدر فولاد جهان نیز حرارت مورد نیاز کوره خود را از انرژی خورشیدی تأمین می‌کرد. متداولترین سیستم یک کوره خورشیدی متشکل از دو آینه یکی تخت و دیگری کروی است. نور خورشید به آینه تخت رسیده و توسط این آینه به آینه خمیده بازتابیده می‌شود. طبق قوانین اپتیک هر گاه دسته پرتوی موازی محور آینه با آن برخورد نماید در محل کانون متمرکز می‌شوند به این ترتیب انرژی حرارتی گسترده خورشید در یک نقطه جمع می‌شود که این نقطه به دماهای بالایی می‌رسد. امروزه پروژه‌های متعددی در زمینه کوره‌های خورشید در سراسر جهان در حال طراحی و اجراء است.
کوره خورشیدی وسیله‌ای است که از تعداد بسیار زیادی آینه تخت که به صورت الکترونیکی کنترل می‌شود برای متمرکز ساختن نور خورشید در یک ناحیه کوچک جهت تولید دماهای بسیار بالا ساخته شده‌است. از این گرما برای تولید آب گرم و بخار آب گرم برای به راه انداختن توربین یک نیروگاه برق استفاده می‌شود.

### خانه‌های خورشیدی
ایرانیان باستان از انرژی خورشیدی برای کاهش مصرف چوب در گرم کردن خانه‌های خود در زمستان استفاده می‌کردند. آنان ساختمان‌ها را به ترتیبی بنا می‌کردند که در زمستان نور خورشید به داخل اتاق‌های نشیمن می‌تابید ولی در روزهای گرم تابستان فضای اتاق در سایه قرار داشت. در اغلب فرهنگ‌های دیگر دنیا نیز می‌توان نمونه‌هایی از این قبیل طرحها را مشاهده نمود. در سال‌های بین دو جنگ جهانی در اروپا و ایالات متحده آمریکا طرح‌های گوناگونی در زمینه خانه‌های خورشیدی مطرح و آزمایش شد.
از آن زمان به بعد تحول خاصی در این زمینه صورت نگرفت. حدود چند سالی است که معماران به‌طور جدی ساخت خانه‌های خورشیدی را آغاز کرده‌اند و به دنبال تحول و پیشرفت این تکنولوژی به نتایج مفیدی نیز دست یافته‌اند مثلاً در ایالات متحده در سال ۱۹۸۰ به تنهایی حدود ۱۰ تا ۲۰ هزار خانه خورشیدی ساخته شده‌است. در این‌گونه خانه‌ها سعی می‌شود از انرژی خورشید برای روشنایی – تهیه آب گرم بهداشتی – سرمایش و گرمایش ساختمان استفاده شود و با بکار بردن مصالح ساختمانی مفید از اتلاف گرما و انرژی جلوگیری شود.

## انرژی الکتریکی خورشیدی
می‌توان انرژی خورشیدی را به الکتریسیته تبدیل کرد برای این کار دو روش اصلی وجود دارد. یک روش استفاده از حرارت خورشیدی و روش دیگر استفاده از صفحات خورشیدی فتوولتاییک است.

### نیروگاه حرارتی-خورشیدی
تأسیساتی که با استفاده از آن‌ها انرژی جذب شده حرارتی خورشید به الکتریسیته تبدیل می‌شود، نیروگاه حرارتی خورشیدی نامیده می‌شود. در نیروگاه‌های حرارتی خورشیدی وظیفه اصلی بخش‌های خورشیدی تولید بخار مورد نیاز برای تغذیه توربین‌ها است یا به عبارت دیگر می‌توان گفت که این نوع نیروگاه‌ها شامل دو قسمت هستند:
- سیستم خورشیدی که پرتوهای خورشید را جذب کرده و با استفاده از حرارت جذب شده تولید بخار می‌نماید.
- سیستمی موسوم به سیستم سنتی که همانند دیگر نیروگاه‌های حرارتی بخار تولید شده را توسط توربین و ژنراتور به الکتریسیته تبدیل می‌کند.

این تأسیسات بر اساس انواع متمرکز کننده‌های موجود و بر حسب اشکال هندسی متمرکز کننده‌ها به چند دسته تقسیم می‌شوند:
1. نیروگاه‌هایی که گیرنده آن‌ها آینه‌های سهموی ناودانی هستند.
2. نیروگاه‌هایی که گیرنده آن‌ها در یک برج قرار دارد و نور خورشید توسط آینه‌های بزرگی به نام هلیوستات به آن منعکس می‌شود. (دریافت‌کننده مرکزی)
3. نیروگاه‌هایی که گیرنده آن‌ها بشقابی سهموی (دیش) است.
4. دودکش خورشیدی

### تولید برق خورشیدی فتوولتاییک

فتوولتائیک نصب شده

فتو ولتاییک یا به اختصار PV، یکی از انواع سامانه‌های تولید الکتریسیته از نور خورشید است. در این روش با به‌کارگیری سلول خورشیدی، تولید مستقیم الکتریسیته از تابش خورشید امکان‌پذیر می‌شود. الکتریسیته یا می‌تواند به‌طور مستقیم از انرژی خورشید تولید شود و ابزارهای فتوولتایک استفاده کند یا به‌طور غیر مستقیم از ژنراتورهای بخار ذخایر حرارتی خورشیدی را برای گرما بخشیدن به یک سیال کاربردی مورد استفاده قرار می‌دهند.
به پدیده ای که در اثر تابش نور بدون استفاده از مکانیسم‌های محرک، الکتریسیته تولید کند، پدیده فتوولتائیک و به هر سیستمی که از این پدیده‌ها استفاده کند سیستم فتوولتائیک گویند. سیستم‌های فتوولتائیک یکی از پر مصرف‌ترین کاربردهای انرژی‌های نو می‌باشند. از سری و موازی کردن سلول‌های آفتابی می‌توان به جریان و ولتاژ قابل قبولی دست یافت. در نتیجه به یک مجموعه از سلول‌های سری و موازی شده پنل (Panel) فتوولتائیک می‌گویند. امروزه اینگونه سلولها عموماً از ماده سیلیسیم تهیه می‌شود و سیلیسیم مورد نیاز از شن و ماسه تهیه می‌شود.
- پنل خورشیدی: این بخش در واقع مبدل انرژی تابشی خورشید به انرژی الکتریکی بدون واسطه مکانیکی می‌باشد که کلیه مشخصات سیستم را کنترل کرده و توان ورودی پنلها را طبق طراحی انجام شده و نیاز مصرف‌کننده به بار مصرفی یا باتری، تزریق و کنترل می‌کند.

### مقایسه بازدهی نیروگاه فتوولتاییک و حرارتی
هرچند امروزه شاهد مونتاژ سلول‌های خورشیدی در دست چندم‌ترین قدرت‌های اقتصادی هستیم، ولی فارغ از تبلیغات کارتل‌های بزرگ انرژی، نتایج پژوهش‌های جدید کشورهای صنعتی و نمونه‌های میدانی حاکیست، راندمان نیروگاه حرارتی با خورشید بر جریان ضعیف سلول‌های خورشیدی برتری دارد. این شکاف رو به گسترش به دلیل اتلاف انرژی حتی در بهترین سلول‌ها و از طرفی نیز بهینه‌سازی روزافزون عدسی‌های فرنل و آینه‌های اره ای برای دریافت صددرصدی این انرژی به وجود آمده.
(می توان گفت ثبت گرم‌ترین نقطه کره زمین در ایران و هزینه ارزی گزاف نگهداری یا واردات سلول‌های خورشیدی، درمقایسه با ساختار ارزان و ساده آینه یا خصوصاً عدسی مزید بر این‌ها خواهد شد) توسط نیروگاه‌های حرارتی

## روش‌های ذخیره انرژی

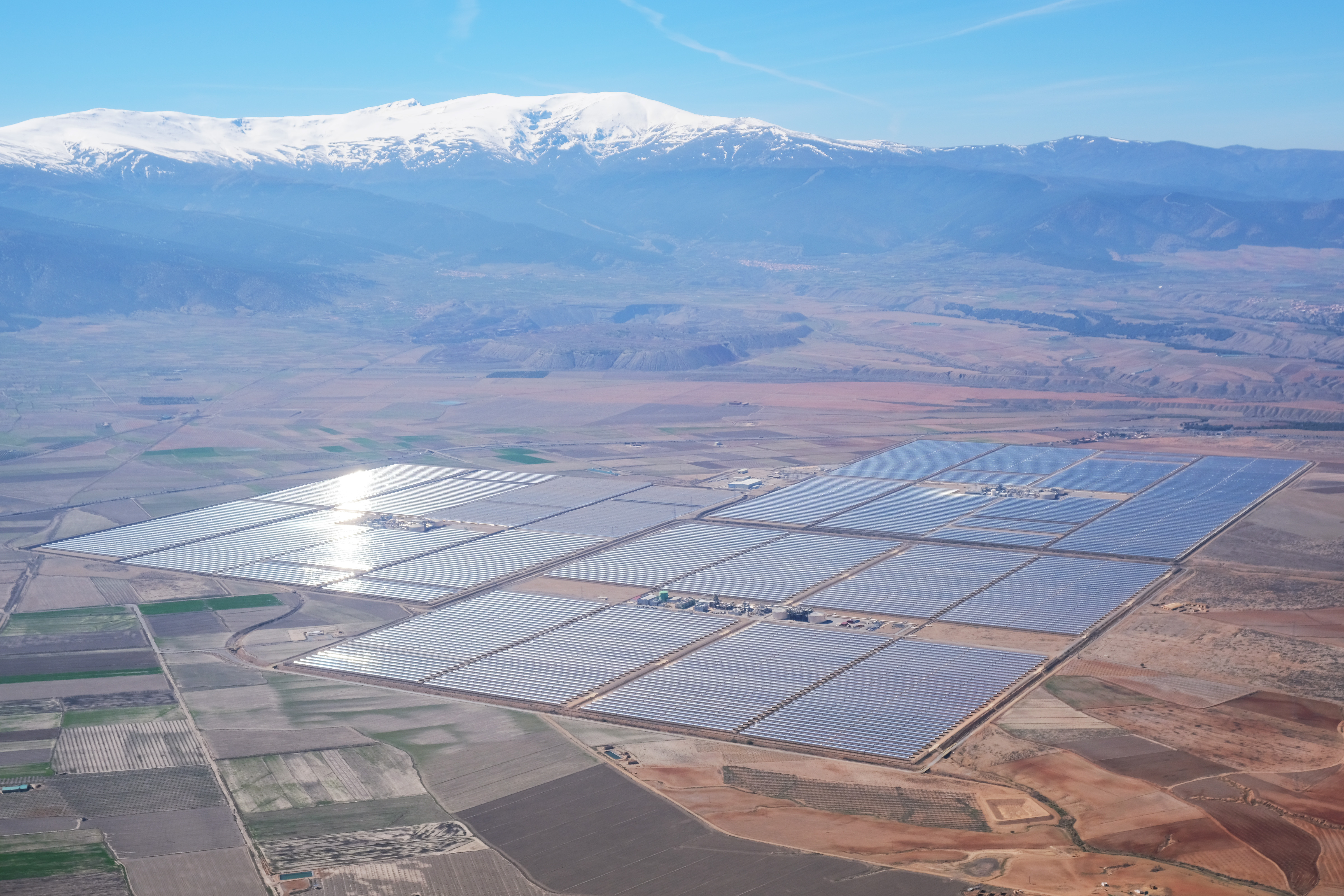
ذخیره انرژی حرارتی. نیروگاه خورشیدی آنداسول از مخازن نمک مذاب برای ذخیره انرژی خورشیدی استفاده می‌کند.

سیستم‌های جرم حرارتی می‌توانند انرژی خورشیدی را به صورت گرما در دمای مناسب برای استفاده‌های خانگی برای مدت زمان یک روز یا یک فصل ذخیره کنند. در سیستم‌های ذخیره‌سازی حرارتی معمولاً از موادی که در دسترس بوده و دارای ظرفیت گرمایی ویژه بالا هستند، مانند آب، خاک و سنگ استفاده می‌شود. سیستم‌های که خوب طراحی شده باشند، می‌توانند اوج تقاضا را کاهش دهند، زمان استفاده را به ساعات کم مصرف انتقال دهند و نیازهای کلی گرمایش و سرمایش را کاهش دهند.
مواد تغییر فاز دهنده مانند موم پارافین و نمک Glauber یکی دیگر از واسطه‌های ذخیره‌سازی حرارتی هستند. این مواد کاملاً در دسترس و ارزان قیمت بوده و می‌توانند دماهایی که برای استفاده خانگی مفید هستند را تحویل دهند (تقریباً ۶۴ درجه سلسیوس). «کاخ دوور» (در دوور، ماساچوست) اولین خانه‌ای بود که در سال ۱۹۴۸ از سیستم گرمایشی نمک گلاوبر استفاده کرد. انرژی خورشیدی را می‌توان در دمای بالا و با استفاده از نمک‌های مذاب نیز ذخیره کرد. نمک‌ها یک وسیله ذخیره‌سازی مؤثر هستند زیرا کم هزینه بوده، ظرفیت حرارتی ویژه بالایی دارند و می‌توانند گرما را در دمای سازگار با سیستم‌های برق متداول تحویل دهند. در پروژه Solar Two از این روش ذخیره‌سازی انرژی برای ذخیره‌سازی ۱٫۴۴ تراژول (۴۰۰ هزار کیلووات ساعت) انرژی در یک مخزن ذخیره‌سازی ۶۸ متر مکعبی با راندمان ذخیره‌سازی سالانه حدود ۹۹٪ استفاده شده‌است.
سیستم‌های فتوولتاییک خارج از شبکه به‌طور سنتی از باتری‌های قابل شارژ برای ذخیره برق اضافی استفاده می‌کردند. در سیستم‌های متصل به شبکه، برق اضافی می‌تواند به شبکه انتقال ارسال شود، در حالی که می‌توان از برق استاندارد شبکه برای رفع کمبودها استفاده کرد. برنامه‌های مترینگ خالص این اجازه را به سیستم‌های خانگی می‌دهد که صاحب خانه به ازای مقدار برق تحویلی به شبکه اعتبار دریافت کند.
در روش ذخیره برق‌آبی تلمبه‌ای انرژی مازاد با پمپاژ آب به یک مخزن در ارتفاع بالا و آزاد کردن آن در زمان‌های اوج مصرف انجام می‌شود.

## در ایران

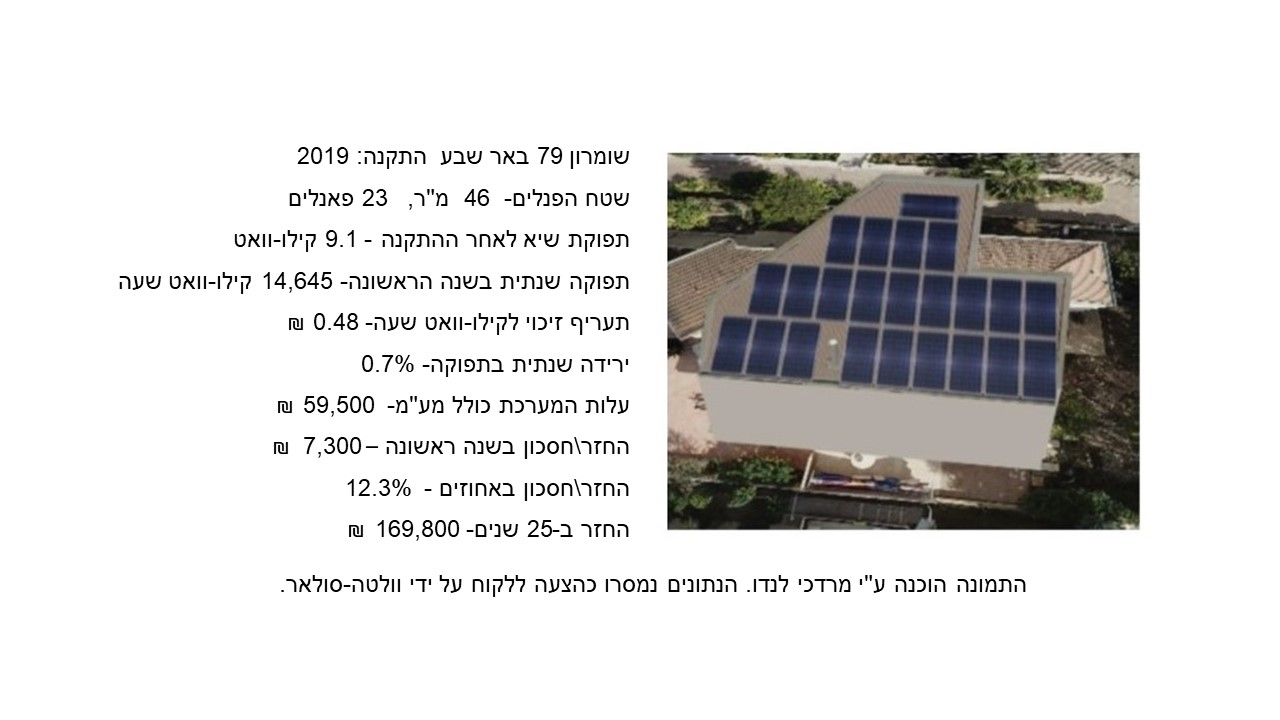
تصویر پنل‌های خورشیدی نصب شده در یک فضای خانه

ایران با داشتن حدود ۳۰۰ روز آفتابی در سال جزو بهترین کشورهای دنیا در زمینه پتانسیل انرژی خورشیدی در جهان است. با توجه به موقعیت جغرافیای ایران و پراکندگی روستای در کشور، استفاده از انرژی خورشیدی یکی از مهم‌ترین عواملی است که باید مورد توجه قرار گیرد. استفاده از انرژی خورشیدی یکی از بهترین راه‌های برق‌رسانی و تولید انرژی در مقایسه با دیگر مدل‌های انتقال انرژی به روستاها و نقاط دور افتاده در کشور از نظر هزینه، حمل‌ونقل، نگهداری و عوامل مشابه است.
با توجه به استانداردهای بین‌المللی اگر میانگین انرژی تابشی خورشید در روز بالاتر از ۳٫۵ کیلووات ساعت در مترمربع (۳۵۰۰ وات/ساعت) باشد استفاده از مدلهای انرژی خورشیدی نظیر کلکتورهای خورشیدی یا سیستم‌های فتوولتائیک بسیار اقتصادی و مقرون به صرفه است.
در بسیاری از قسمت‌های ایران انرژی تابشی خورشید بسیار بالاتر از این میانگین بین‌المللی است و در برخی از نقاط حتی بالاتر از ۷ تا ۸ کیلو وات ساعت بر مترمربع اندازه‌گیری شده‌است ولی به‌طور متوسط انرژی تابشی خورشید بر سطح سرزمین ایران حدود ۴٫۵ کیلو وات ساعت بر مترمربع است.
تاکنون با توجه به موقعیت جغرافیایی ایران تعداد زیادی آب گرمکن خورشیدی و چندین دستگاه حمام خورشیدی در نقاط مختلف کشور از جمله استان خراسان، استان سیستان و بلوچستان، استان یزد و استان کرمان نصب و راه‌اندازی شده‌است.